# Montagnes russes inversées
Ne doit pas être confondu avec Montagnes russes à véhicules suspendus.
Le terme montagnes russes inversées (en anglais : Inverted Coasters) désigne un type de montagnes russes où les rails se trouvent au-dessus des véhicules et où les passagers ont les pieds dans le vide. Ces modèles comportent des inversions contrairement aux montagnes russes à véhicules suspendus.

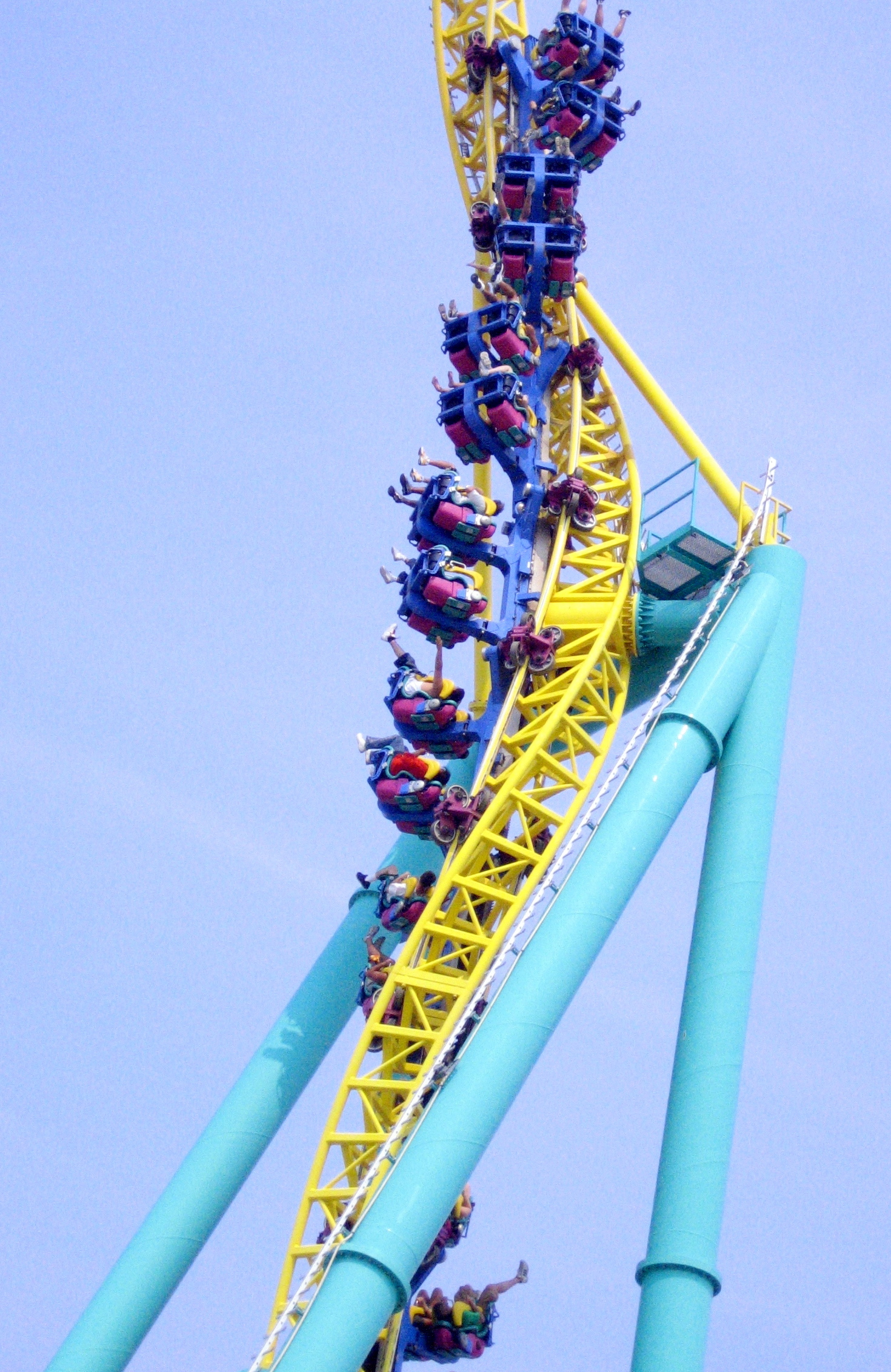
Wicked Twister à Cedar Point : 65,5 mètres de hauteur. Les plus hautes montagnes russes navette inversées au monde.

## Histoire

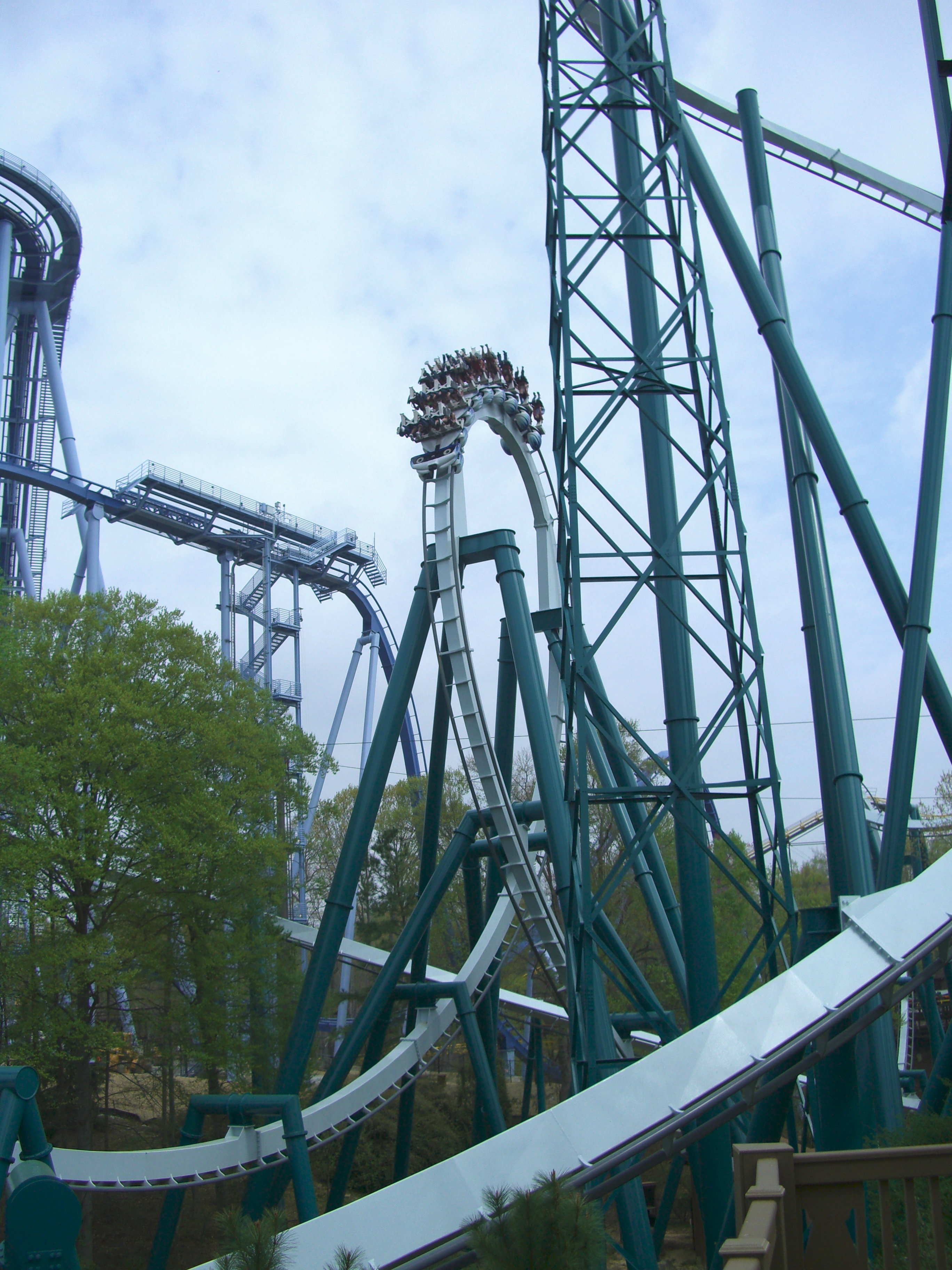
Alpengeist de Busch Gardens Williamsburg : 59,4 mètres.

La première attraction de ce type fut proposée par le constructeur suisse Bolliger & Mabillard au début des années 1990. Les premières montagnes russes de ce type furent Batman: The Ride dans le parc Six Flags Great America en 1992. Ce modèle fut cloné et installé dans plusieurs autres parcs Six Flags. La plus haute attraction à circuit fermé de ce type est Alpengeist de Busch Gardens Williamsburg avec 59,4 mètres. Dans la catégorie montagnes russes navette, ce sont Wicked Twister à Cedar Point qui sont les plus hautes au monde : 65,5 mètres. De ce fait, en plus d'être des montagnes russes lancées, ce sont également des méga montagnes russes car la structure dépasse les 61 mètres.

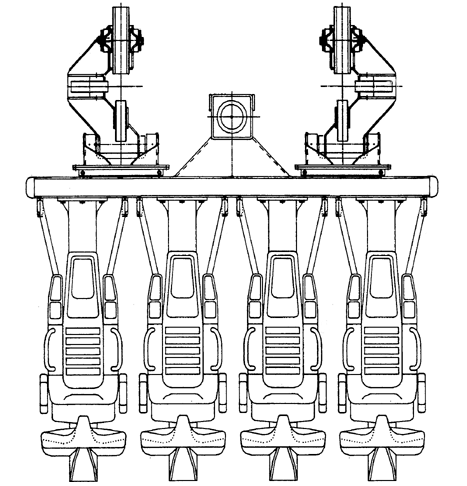
Système de siège sur des montagnes russes de type inversées.

## Exemples
- Afterburn à Carowinds  États-Unis
- Alpengeist à Busch Gardens Williamsburg  États-Unis
- Batman: The Ride à Six Flags Great America  États-Unis
- Black Mamba à Phantasialand  Allemagne
- Limit à Heide Park  Allemagne
- Arthur à Europa-Park  Allemagne
- Katun à Mirabilandia  Italie
- Kong à Six Flags Discovery Kingdom  États-Unis
- Kumali à Flamingo Land  Royaume-Uni
- Nemesis à Alton Towers  Royaume-Uni
- Nemesis Inferno à Thorpe Park  Royaume-Uni
- OzIris au parc Astérix  France
- Shadows of Arkham à Parque Warner Madrid  Espagne
- The Monster à Walygator Parc  France (ancien Orochi à Expoland  Japon)
- Tornado à Särkänniemi  Finlande
- Vampire à La Ronde de Montréal  Canada
- Vampire à Walibi Belgium  Belgique
- Wicked Twister à Cedar Point  États-Unis